# Двенадцатая ночь, или Что угодно
«Двенадцатая ночь, или Что угодно» — телефильм-балет Б. Эйфмана 1986 года по мотивам комедии Шекспира.

## Сюжет
Брат и сестра случайно оказываются на современном уличном представлении балета. Они так очарованы сюжетом, что, позабыв о том, что находятся на представлении, поднимаются на сцену и оказываются в сказочной стране. Брат влюбляется в Оливию, а сестра — в герцога. Но так как объекты любви не допускают к себе людей противоположного пола, они переодеваются: брат в одежду сестры, а сестра — в брата, и поступают в услужение Оливии и герцогу. После веселых приключений обман раскрывается и все заканчивается свадьбой.

## В ролях
- Вячеслав Мухамедов
- Валентина Морозова
- Инна Стаброва
- Игорь Яковлев
- Валерий Михайловский
- Сергей Фокин
- Игорь Савицкий
- Ирина Емелянова
- Гия Дзнеладзе

## Съёмочная группа
- Авторы сценария — Борис Эйфман и Давид Агиашвили
- Режиссёр-постановщик — Заал Какабадзе
- Балетмейстер-постановщик — Борис Эйфман
- Оператор-постановщик — Павел Шнайдер
- Художник-постановщик — Иван Аскурава
- Редактор — Манана Шеварднадзе
- Звукооператор — Михаил Дарчиев
- Директор фильма — Тенгиз Кекелашвили

## Музыка
Использована музыка из опер Доницетти в свободной обработке Тимура Когана.

## Технические данные
Производство «Грузинской студии телевизионных фильмов» — 1986 год.